# Křečov
Křečov je vesnice, část obce Štichovice v severní části okresu Plzeň-sever v Plzeňském kraji. Katastrální území Křečov měří 361,59 hektaru. Křečov je součástí Mikroregionu Dolní Střela.

## Historie
Ves je poprvé písemně připomínána v první polovině 14. století, kdy ji od Jetřicha z Brda získala komenda johanitů v Manětíně. Ve 14. a 15. století byl ve vsi vladycký statek, který byl za husitských válek vypleněn a opuštěn. Roku 1420 získal od krále Zikmunda celé manětínské panství Bohuslav VI. ze Švamberka. V druhé polovině 15. století byl Křečov v držení Jana z Rokycan. Roku 1587 byl Křečov koupen Jeronýmem Hrobčickým z Manětína. Za třicetileté války bylo z osmi usedlostí šest zničeno.

## Přírodní poměry
Vesnice leží sedm kilometrů jihovýchodně od Manětína v mírně kopcovitém terénu na svahu hřebenu mezi dvěma pravostrannými přítoky řeky Střely: Křečovským potokem a Chladnou. Jižně od vsi vede silnice II/201.
Křečov sousedí na severu za řekou Střelou se Strážištěm, na severovýchodě s Mladoticemi, na jihovýchodě s Ondřejovem a na západě s Vladměřicemi. Na sever od vsi začíná přírodní park Horní Střela.

## Obyvatelstvo
Při sčítání lidu v roce 1921 zde žilo 86 obyvatel (z toho 44 mužů) československé národnosti, z nichž bylo 55 římských katolíků, čtyři evangelíci, dvacet členů církve československé a sedm lidí bez vyznání. Podle sčítání lidu z roku 1930 měla vesnice 72 obyvatel československé národnosti. Většina se hlásila k římskokatolické církvi, ale jedenáct patřilo k církvi československé, jeden byl evangelíků a osm lidí bylo bez vyznání.
| Rok            | 1869 | 1880 | 1890 | 1900 | 1910 | 1921 | 1930 | 1950 | 1961 | 1970 | 1980 | 1991 | 2001 | 2011 | 2021 |
| -------------- | ---- | ---- | ---- | ---- | ---- | ---- | ---- | ---- | ---- | ---- | ---- | ---- | ---- | ---- | ---- |
| Počet obyvatel | 105  | 101  | 118  | 98   | 96   | 86   | 72   | 59   | 56   | 55   | 33   | 22   | 30   | 28   | 21   |
| Počet domů     | 15   | 16   | 16   | 16   | 16   | 16   | 18   | 18   | 16   | 16   | 11   | 13   | 15   | 10   | 15   |

## Obecní správa
Při sčítání lidu v roce 1869 Křečov byl osadou obce Štichovice v okrese Kralovice. V letech 1880–1962 byl samostatnou obcí, se kterým patřil nejprve do okresu Kralovice, ale v roce 1950 v okrese Plasy a později v okrese Plzeň-sever. Od 1. ledna 1963 do 31. prosince 1975 byl částí obce Štichovice v okrese Plzeň-sever. Od 1. ledna 1976 do 31. prosince 1991 byl částí města Manětín v okrese Plzeň-sever. Od 1. ledna 1992 je opět částí obce Štichovice v okrese Plzeň-sever. V letech 1880–1959 k obci patřil Ondřejov.

## Pamětihodnosti
Dominantou vsi je kostel svatého Petra a Pavla, který byl poprvé postaven v polovině 14. století. V průběhu náboženských válek byl pobořen, v letech 1550–1567 opraven, ale za třicetileté války znovu zničen. Poslední přestavba byla provedena v letech 1680–1683 nákladem Karla Maxmiliána Lažanského. Kostel tehdy získal předsíň přistavěnou k severní straně a věž s cibulovou bání přistavěnou k západnímu průčelí. V kostele je oltářní obraz od manětínského děkana a malíře samouka Jana Františka Händla. Kostel je obklopen hřbitovem.
Náves rozkládající se v drobné údolní nivě pod kostelem je obklopena několika zemědělskými usedlostmi. Na návsi stojí také pozdně barokní fara čp. 1, poblíž ní je velká patrová škola. V hasičské zbrojnici je uložena ruční kolová stříkačka z roku 1899. V usedlosti č. 6 je dochované roubené omítnuté obytné stavení.

## Rodáci
- Václav Bláha (1901–1959), trumpetista